# براسيوناوية
البراسيوناوية (الاسم العلمي: Prasieae) هي قبيلة من النباتات تتبع فصيلة الشفوية من الرتبة الشفويات.

## أجناس البراسيوناوية
- البراسيون
- (الاسم العلمي:Gomphostemma)
- (الاسم العلمي:Stenogyne)
- (الاسم العلمي:Phyllostegia)